# Accord de libre-échange entre le Japon et la Mongolie
L'accord de libre-échange entre le Japon et la Mongolie est un accord de libre-échange signé le 10 février 2015 et qui devrait en application en 2016,. Il réduit les droits de douane sur une très large partie des échanges entre les deux pays,.